# Nikolaus Trübner
Johann Nikolaus Trübner, també conegut com a Nicolas Trübner (Heidelberg, 12 de juny de 1817 - Londres, 30 de març de 1884) va ser un llibreter i editor alemany
El seu pare era un famós joier de la ciutat, Karl Albrecht Trübner. El 1838 s'instal·là a Göttingen on feu feina amb Ruprecht Karl August (Vandenhoeck & Ruprecht). Més endavant, el 1841, deixà aquella ciutat per mor d'aprendre l'ofici d'editor a Hamburg amb l'editorial Hoffmann i Campe. L'any següent se n'anà a Frankfurt per a treballar a la casa editorial de Frederick Wilmanns. Va ser allà on conegué l'editor anglès W. Longman, que li va demanar immediatament de treballar per ell a Londres.